# Cameron Thor
Cameron Thor (Los Ángeles, 17 de marzo de 1960) es un actor y cineasta estadounidense, reconocido por su participación en las películas Parque Jurásico y Hook. En 2016 fue sentenciado a seis años de prisión por agresión sexual a una menor de 13 años.

## Carrera
Thor apareció en las películas de 1991 Hook y Curly Sue. Es principalmente conocido por interpretar a Lewis Dodgson en la película de 1993 Parque Jurásico. Thor originalmente había hecho una audición para el papel de Ian Malcolm. Si bien su personaje fue una parte importante de la novela secuela, El Mundo Perdido, el personaje quedó fuera de la adaptación cinematográfica. Después trabajó como profesor de interpretación en Los Ángeles. Es copropietario, junto con su esposa Alice Carter, del Carter Thor Studio.

## Vida personal
Thor está casado con Alice Carter. Juntos, tienen un hijo llamado Ace.

### Condena por agresión sexual infantil
El 4 de junio de 2014, Thor fue acusado de agresión sexual a una niña de 13 años por la oficina del alguacil del condado de Los Ángeles. Fue puesto en libertad con una fianza de 2,6 millones de dólares, que luego se redujo a 1 millón de dólares. La oficina del Fiscal de Distrito de Los Ángeles presentó 14 cargos contra Thor, incluido el secuestro y la agresión sexual contra un menor, específicamente una niña de 13 años que buscó lecciones de actuación alrededor de 2009. El Fiscal de Distrito alega que Thor le dio a la niña "una sustancia controlada... marihuana" y la agredió sexualmente. Thor se declaró inocente de los 14 cargos.
La víctima, Jordyn Ladell, se nombró a sí misma en una entrevista con The Hollywood Reporter poco antes del comienzo del juicio de Thor. El juicio de Thor comenzó el 17 de agosto de 2015. En ese momento, 13 de los cargos en su contra habían sido retirados en las últimas semanas. El único cargo restante fue realizar un acto lascivo con un niño. El jurado comenzó las deliberaciones tras finalizar el juicio el 25 de agosto. Al día siguiente, fue declarado culpable. En octubre, la sentencia de Thor se pospuso hasta el 20 de noviembre. Ese mismo mes, Thor contrató al abogado defensor, Mark Geragos, para reemplazar a su abogado anterior. El 20 de noviembre, la sentencia de Thor se pospuso nuevamente hasta el 8 de enero de 2016. El 8 de enero, la sentencia de Thor se retrasó hasta el 29 de febrero, después de que Geragos presentara una moción para un nuevo juicio basada en pruebas insuficientes y "asistencia letrada ineficaz". En marzo de 2016, el juez denegó las peticiones de Geragos y reafirmó el veredicto de culpabilidad. El 27 de abril de 2016, Thor fue condenado a seis años de prisión estatal. Salió de prisión en junio de 2019.

## Filmografía

### Cine
| Año  | Título                   | Papel                        | Notas     |
| ---- | ------------------------ | ---------------------------- | --------- |
| 1984 | Summer                   | Seaweed                      | Telefilme |
| 1986 | Modern Girls             | DJ                           |           |
| 1988 | War Party                | Lindquist                    |           |
| 1988 | Punchline                | Participante de la audiencia |           |
| 1991 | Curly Sue                | Maitre d'                    |           |
| 1991 | Hook                     | Ron                          |           |
| 1992 | A Few Good Men           | Lawrence                     |           |
| 1993 | Jurassic Park            | Lewis Dodgson                |           |
| 1994 | Clear and Present Danger | Agente de la DEA             |           |
| 2001 | Comforters, Miserable    | Padre Ken                    |           |
| 2002 | Windtalkers              | Mertens                      |           |
| 2002 | Heroes                   | Detective Crawford           |           |
| 2005 | Undiscovered             | Cameron                      |           |
| 2007 | Karl Rove, I Love You    | Él mismo                     |           |
| 2013 | Ring of Fire             | Doctor Renner                | Telefilme |

### Televisión
| Año  | Título                         | Papel            | Notas       |
| ---- | ------------------------------ | ---------------- | ----------- |
| 1988 | Tanner '88                     |                  | 1 episodio  |
| 1988 | Freddy's Nightmares            | Gary             | 1 episodio  |
| 1988 | China Beach                    | Chaplain         | 1 episodio  |
| 1990 | Matlock                        | Paul Knight      | 1 episodio  |
| 1992 | Mann & Machine                 | Phillipp Kurvers | 1 episodio  |
| 1992 | Cheers                         | Analista         | 1 episodio  |
| 1993 | Star Trek: The Next Generation | Narik            | 2 episodios |
| 1995 | SeaQuest DSV                   | Dumont           | 1 episodio  |
| 1999 | The Net                        | Randall Weathers | 1 episodio  |